# Египетская пирамида (скульптурная композиция)
Скульптурная композиция «Египетская пирамида» — скульптурная композиция в Таганроге, созданная скульптором Дмитрием Лындиным по мотивам рассказа А. П. Чехова «Каштанка».

## Скульптурная композиция
Скульптурная композиция выполнена в технике бронзового литья в форму. Представляет собой эпизод чеховского рассказа «Каштанка» — цирковой номер «Египетская пирамида»: свинья Хавронья Ивановна, гусь Иван Иванович, кот Фёдор Тимофеевич и, собственно, сама Каштанка. Композиция изготовлена из бронзы. Установлена на площадке перед входом в Парк им. Горького на низком гранитном постаменте, вокруг которого уложена цветная плитка, символизирующая цирковую арену. Скульптурная композиция создана с учётом максимальной безопасности для детских игр, чему способствуют её габариты и пластическое решение.
Для изготовления композиции было использовано 150 кг воска (восковая модель), 1000 кг формовочной смеси, 1000 кг бронзы художественной «Бр ОЦС 555». Отлитые в бронзе фигуры композиции были подвергнуты чеканке, шлифовке, полировке и искусственному патинированию. Общие затраты на изготовление, установку и благоустройство скульптурной композиции составили 1061,0 тысяч рублей.

## История
Автор работы — ростовский скульптор Дмитрий Лындин. Таганрожцы проявили столь большой интерес к работе Дмитрия Лындина, что сам мэр Таганрога Николай Федянин лично приезжал в мастерскую скульптора, посмотреть, как движется работа над проектом, победившем в конкурсе.
Открытие памятника состоялось в День знаний, 1 сентября 2008 года. Буквально в день установки «Египетской пирамиды» среди таганрожцев родилась традиция «для исполнения желаний» натирать пятачок свиньи и бросать в щёлочку её приоткрытой пасти монетки. Незадолго до 10 апреля 2012 года вандалы-подростки исковеркали скульптуру свиньи в попытках вынуть из неё монеты.